# Frozen (Within Temptation)
Frozen è il decimo singolo del gruppo symphonic metal olandese Within Temptation, pubblicato nel 2007 ed estratto dall'album The Heart of Everything.

## Descrizione
(Within Temptation)
Il brano, come comprovato dal videoclip, ruota attorno alla violenza domestica, infatti è possibile che le parole siano pronunciate da una vittima verso il proprio aguzzino nel tentativo di scappare.
La frontwoman del gruppo, nonché autrice del brano con Robert Westerholt, ha sostenuto in un'intervista che l'ispirazione per scrivere il brano le sia venuta dalla propria esperienza di madre. I proventi ricavati dalle vendite sono stati donati all'associazione olandese Child Helpline International.

## Video musicale
Il video musicale, diretto da Oliver Sommer, mostra le vicende di una famiglia vittima della violenza domestica. Il video infatti mostra il padre mentre picchia e probabilmente stupra sia la moglie che la figlia. La donna tuttavia riesce ad avvelenare il tè del marito, venendo però scoperta e condannata a morte. Alle scene di violenza si affiancano alcune sequenze del gruppo mentre esegue il brano.

## Tracce
Testi di Sharon den Adel e Robert Westerholt, musiche di Daniel Gibson e Robert Westerholt.
1. Frozen (versione singolo) – 4:01
2. The Howling (versione singolo) – 3:39

Maxi Edition
1. Frozen (Single Version) – 4:01
2. The Howling (Single Version) – 3:39
3. Sounds of Freedom[2] – 4:57
4. What Have You Done (Acoustic) – 4:02
5. The Cross (Acoustic) – 4:59
6. Frozen (Video)
7. The Howling (Video)

## Classifiche
| Classifica (2007)            | Posizione massima |
| ---------------------------- | ----------------- |
| Francia                      | 78                |
| Germania                     | 64                |
| Paesi Bassi (Dutch Top 40)   | 28                |
| Paesi Bassi (Single Top 100) | 11                |